# Hernán Giralt
Hernán M. Giralt (Buenos Aires, 12 de agosto de 1910 - Buenos Aires, 5 de marzo de 1965)  fue un arquitecto e Intendente de la Ciudad de Buenos Aires durante la presidencia de Arturo Frondizi.
Asumió su puesto con el regreso a la democracia en la Argentina, luego de la dictadura conocida como Revolución Libertadora (1955-1958) y del breve interinato de transición de Roberto Etchepareborda a cargo de la Municipalidad de Buenos Aires.

## Intendencia

### Asunción
Con la llegada de Arturo Frondizi en 1958 las instituciones de gobierno local de la Ciudad de Buenos Aires volvieron a funcionar según los dictados de la Ley Orgánica de la Municipalidad (ley 1260). Los partidos políticos pugnaron nuevamente por obtener representación en el ámbito municipal, el Concejo Deliberante reinició sus actividades después de diecisiete años y el presidente de la Nación, con acuerdo del Senado, designó como intendente de la comuna a Hernán M. Giralt quien asumió el cargo el 14 de mayo de 1958. Sin embargo, y como consecuencia del proceso de concentración política y de nacionalización de los servicios públicos encarado por el peronismo y de la influencia del modelo de intervención centralizada y planificada prevaleciente en las ideas de la época, el gobierno municipal no logró recobrar los poderes de antaño. Asimismo, los caciques partidarios locales y el clientelismo comenzaron a dominar paulatinamente la política municipal, en particular en aspectos tales como la distribución de cargos públicos y las mejoras de infraestructura en los barrios.

### La Planificación

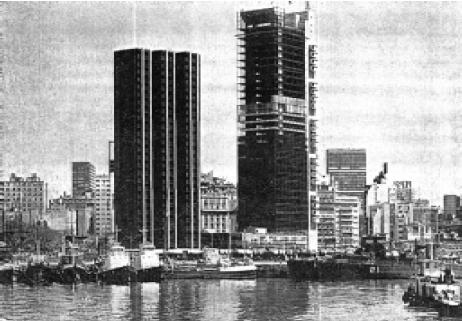
Urbanización de Catalinas Norte en la década del ´70.

En 1958 la Municipalidad da un importante paso en el campo de la planificación territorial creando la Oficina del Plan Regulador de Buenos Aires con el objetivo de confeccionar un plan director para la ciudad y su área de influencia. Para el caso de Buenos Aires la municipalidad conformó un grupo técnico constituido por profesionales de diferentes disciplinas, organizados en equipos según áreas temáticas y a su vez, cada equipo contaba con consejeros. Dentro de este enorme grupo de trabajo el equipo más importante era el de “Morfología Urbana y Sociología” ya que al final de cuentas, éste tendría un rol protagónico en la elaboración de la propuesta definitiva.
En consonancia con esta política, el 23 de agosto de 1961, la Presidencia de la Nación crea el CONADE (Consejo Nacional de Desarrollo), incluido en el marco de la Secretaría de Planeamiento y Acción de Gobierno. Entre sus funciones el CONADE tenía la responsabilidad de definir los objetivos a largo plazo del “proceso de desarrollo”. 
Así es que en 1962, es publicado y aprobado el denominado “Plan Director para la Ciudad de Buenos Aires y Lineamientos Generales para el Área Metropolitana y su Región”. Dicho plan entraba en las ideas descentralizadoras y regionales anglosajonas, presentes en el medio local desde los años cuarenta. En 1960, el intendente Hernán Giralt decidió una "depuración" del albergue warnes, y quedaron 2.200 personas. El Warnes ya tenía 5.000 habitantes: una villa miseria en propiedad horizontal sin embargo debido a la situación económica el plan debió ser abandonado Introdujo algunas iniciativas reglamentarias de largo y controvertido destino: el Código de Planeamiento y la consolidación a nivel del gobierno municipal de una Oficina de Planificación (entre 1965 y 1971, la Dirección General del Plan Regulador y, desde 1971, el Consejo de Planificación Urbana). Además se conformó a partir de allí un tipo de compromiso entre arquitectura y urbanismo que va a continuar hasta el final del ciclo expansivo, ya que el plan urbano realizaba una matriz abstracta que era en sí misma “progresista” y dentro de esa matriz abstracta la arquitectura se ocupaba de los edificios singulares en los que se jugaba la representación pública y privada de la modernización. [cita requerida]
Gran cantidad de los edificios singulares fue desarrollada a través de concursos públicos que produjeron un “boom” de la profesión de Arquitectura en los años sesenta.

### Obras concretas

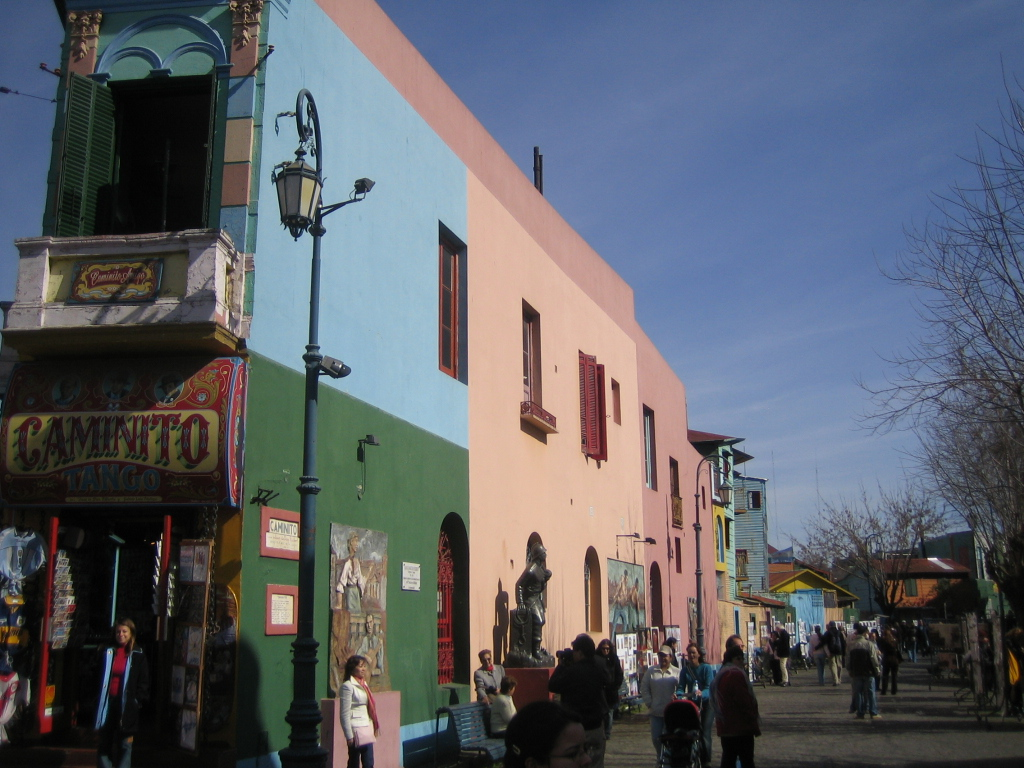
Calle Caminito en el Barrio de la Boca.

Se realizaron obras de importancia para la ciudad durante su mandato, que comenzó con un plan de reparación de calles en toda la ciudad, anunciado al día siguiente de su asunción. En el área de cultura, abrió numerosos teatros al aire libre, incluyendo uno flotante en el lago de El Rosedal de Palermo. También, por iniciativa de Quinquela Martín y de varios vecinos del barrio de Boca, el Intendente Giralt inaugura en octubre de 1959 la “Calle Museo Caminito”, sendero destinado a la exposición de arte argentino al aire libre, un lugar fundamental para definir la identidad del barrio de La Boca y que a largo plazo se volvió un destino turístico infaltable.
En obras públicas, probó los primeros trece semáforos de la ciudad el 30 de diciembre de 1958, en la esquina de las avenidas Córdoba y Leandro N. Alem.
Por aquel entonces también fueron terminadas las obras del nuevo Teatro Municipal General San Martín que, luego de una inauguración simbólica el 25 de mayo de 1960, abrió definitivamente sus puertas al público en octubre de 1961, con la presentación de un espectáculo de danza folclórica y moderna, y con la puesta en escena del espectáculo “Más de un Siglo de Teatro Argentino”, una síntesis escénica de la tradición teatral nacional.
El Teatro estableció precios populares y la efervescencia cultural de los ´60 lo convirtió en un centro convocante del siempre ávido público porteño. Cabe recordar que el proyecto había sido iniciado entre los años 1953 y 1954, durante la gestión del intendente peronista Jorge Sabaté, sin embargo, su remoción del cargo a fines de ese año y el posterior golpe de 1955 trastocó los planes y hasta puso en peligro la concreción del proyecto. Finalmente el retorno a la democracia logró salvar las obras.
En febrero de 1961, por el decreto 1.272 son desafectados los cuatro diques del antiguo Puerto Madero para cualquier tarea portuaria. Esta medida se tomaba teniendo en cuenta la obsolencia de aquel puerto y a la vez se daba respuesta a los planes que proponían urbanizar la zona. Sin embargo las instalaciones quedarían abandonadas durante varias décadas.
Durante la intendencia de Giralt también se desarrollaron en Buenos Aires los festejos de la Exposición del Sesquicentenario de la Revolución de Mayo, organizada por el Estado Nacional con amplia participación de empresas exhibiendo los últimos avances de la tecnología de la época.